# Nyugtalanság
A Nyugtalanság (oroszul: Улитка на склоне) Arkagyij és Borisz Sztrugackij szovjet (orosz) írók 1968-ban és 1988-ban megjelent tudományos-fantasztikus regénye, a Delelő Univerzum 5. része.  Maguk a szerzők ezt a munkájukat tekintették a legtökéletesebb és legjelentősebb alkotásuknak.

## A regény keletkezése
A Nyugtalanság című írás 1965 márciusában látott napvilágot. 1966 tavaszán a Sztrugackij testvérek a Szovjetunióban kiadták az átdolgozott verziót, Csiga a meredélyen címmel. A két mű közötti hasonlóság a cselekmény helyszíne, a környezet. A szereplők neve is megváltozott, Gorbovszkij helyett Bors, míg Athosz helyett Candide lett. A Földről érkezett úttörők tudományos kutatóbázisa helyébe az Erdőügyi Hivatal került. Csak az erdő maradt meg eredeti változatában, de már nem komor titkok rejtekhelyeként, hanem egy idegen jövő jelképeként. A regényből teljesen kimaradt az űrhajós Gorbovszkij-cselekményszál.
1968-ban a mű egyik változatát a Bajkál magazinban is közzétették Szever Ganszovszkij illusztrációival. A regénynek hányattatott sorsa volt, szamizdatban terjedt, és csak 1972-ben adták ki teljesen külföldön, Németországban a Poszev Kiadónál Münchenben. A Szovjetunióban eredeti formájában először 1988-ban jelenhetett meg. 1990-ben a szerzőpáros a Nyugtalanságot is újra elővette, és változtatás, javítás nélkül publikálták az F-dimenzió folyóiratban, majd minimális stilisztikai javításokat követően 1995-ben.
A regény Oroszországban (a Szovjetunióban) 12 000 000 példányban, külföldön 15 országban 27 kiadásban jelent meg.
Magyarul először 1983-ban az Erdei kanyarulatnál, horhos mélyiben avagy csigák a lejtőn címmel jelent meg a Metagalaktika 6. kötetében. 2011-ben a Metropolis Media Galaktika Fantasztikus Könyvek sorozatában jelent meg, mely mindkét változatot tartalmazza (Nyugtalanság, Csiga a meredélyen).

## Történet

### Nyugtalanság
A Pandora bolygó dzsungelében az emberiség első képviselői már megvetették a lábukat. Hosszú távra rendezkedtek be, felépítették korszerű, védett Bázisukat egy sziklaszirt tetején. Úgy képzelték, hogy mindent az irányításuk és uralmuk alatt tartanak. Voltak azonban furcsa jelenségek, a környékbeli erdőóceán emberi elmével szinte felfoghatatlan élővilága meglepetéseket tartogatott. A cselekmény két szálon fut, az egyik történet főszereplője Gorbovszkij, a csillagközi űrhajós, a másik Athosz, a kozmobiológus, akinek korábban nyoma veszett a rengetegben, és a hivatalos álláspont szerint halottnak nyilvánították.
Pedig ő volt az egyik tudós, aki a dzsungelben lezuhant a helikopterével, és egy helybeli falu lakói mentették meg az életét. A primitív közösség mindennapi életét a mezőgazdaság és az erdő veszélyeinek elleni küzdelem határozza meg. Csodabogarak, rablók és emberi ragadozók keserítik az életüket, ez utóbbiakat ők holttesteknek nevezték el. A faluban élő asszonyok és lányok sorsa állandó veszélynek van kitéve, elrablóik a férfiakkal nem törődnek, csak a nőket ragadják el.
Miközben Gorbovszkij az erdőt tanulmányozza, részt vesz egy mentőexpedícióban. Saját szemével tapasztalja meg testközelből, hogy a különleges dzsungel és annak élővilága szinte felfoghatatlan emberei elmével. Arra következtet, hogy valamilyen különös dolog készül kinn a vadonban, ami véget vethet a bolygó látszólagos nyugalmának.
Az agyam egészen benőtte az erdő.
Athoszt, akit a falusiak Kukának neveztek el – őt is, mint az erdő többi lakóját –, valamiféle őrület kísérti. Hiába indul útnak, hiába próbál visszatérni újra meg újra az övéihez a „Városba” (talán a Bázisra), nem éri el soha a célját. Ugyanis a civilizációba való visszatérést akadályozza a gondolkodásának következetlensége, az egyértelmű ötletek hiánya és az erdő által kiváltott tehetetlenség érzése. Az élővilág metamorfózisa miatt folyamatosan új növények és állatok keletkeznek, az „Erdő” Meghódításra törekszik, a környezet is változásban van. Az erdőt Athosz értelmes testvérnek nevezi, és bár a jövőben is vírusfelhővel, robothadoszloppal kell szembenéznie, reménykedik a folyton változó: Meghódításra, Összeolvadásra és Nyugalomra törekvő értelmes erdővel sikerül talán egyszer szót értenie.

### Csiga a meredélyen
Lassan, csiga, lassan
Fönn a Fudzsi a magasban,
Mássz egész a csúcsig!
Bors az Erdőügyi Hivatalban dolgozik, de hamarosan lejár a vízuma, így a Kontinensre készül. Nagyon szeretne bejutni az Erdőbe, de eddig még nem kapott erre engedélyt, így csak egy szakadék széléről figyeli a titokzatos dzsungelt. Három éve Candide elrepült a kerítésen túlra egy kutatóútra a lila ködbe, az ugráló fák közé, a technikát elnyelő mocsárba, nem törődve a vad bennszülöttekről és vízitündérekről szóló legendákkal, de azóta sem tért vissza. Bors megbeszéli Dzsókerrel ebéd közben – ahol mindenki kefirt ivott –, hogy a sofőr elviszi másnap az Erdőbe. Este Borsot kiebrudalják a szállóból, a könyvtárban éjszakázik, ahol éjjel Dzsóker a nemi életének történetével szórakoztatja, miközben Alevtyinának segít pakolgatni a folyóiratokat. Reggel Bors a dzsipben ébred, várja a sofőrt, de nem tud elindulni, mert kiszerelik a kerekeket. Mindenki más beosztásba kerül, Dzsóker főlaboráns lesz, és már kint az erdőben dolgozik. Bors egyre jobban kívülállónak érzi magát, és az egymást követő megmagyarázhatatlan események sodrába kerül, semmit nem ért ebből a felfordulásból. Értelmetlen rendeletek, bürokrácia és furcsa események követik egymást. Váratlanul azonban egy teherautón találja magát, amely a dolgozókkal a fizetésükért az erdőbe, a bioállomásra indul. Itt is csalódás éri, idegennek érzi magát, ráadásul a kellemetlenségek és veszélyhelyzetek is folytatódnak. Szinte visszamenekül a Hivatalhoz, ahol egy éjszakát tölt Alevtyinával, egy csinos női alkalmazottal, mire felébred, kiderül, hogy ő az új főigazgató, és a nő a személyes asszisztense. Mindenki az utasításaira vár, és kész bármit megtenni, ez legyen bármennyire is abszurd.
Candide a balesete után elvesztette az emlékezetét, a bennszülöttek falujában él, akik megmentették, még felesége is van, Nava. A falu egy zárt világ, amelynek nincs aktív kapcsolata más településekkel. Az erdőben minden megterem, amire a falubelieknek szükségük van. Az agyag ehető, és olyan ízű, mint a sajt. Ugyanakkor veszélyes gomba is található az erdőben, amely elárasztja a környéket. Halottak riogatják őket, akiket elsősorban a nők érdekelnek. Candide már régóta tervezi, hogy mélyen az erdőbe megy, megkeresi a mitikus várost, ahol választ kaphat a kérdéseire, és talán megtudhatja, hogyan lehet visszatérni eredeti barátaihoz és kollégáihoz. A terjeszkedő dzsungelnek furcsa varázsa van, megakadályozza az embereket, hogy összefüggően, logikusan gondolkodjanak. Candide útközben rájön, hogy a falusiaktól eltérő emberek élnek az erdőben. Ezek a nők egyfajta amazonok, a szűznemzés papnői, akik az erdő mélyén élnek a tavak területén, ők az erdő igazi uralkodói. A férfiakat haszontalannak, a falusiakat pedig a régi életmód maradványainak tekintik, amelyet meg kell semmisíteni. Az élőlénygyár parancsolónői halott embereket (robotokat) hoznak létre, hogy elrabolják a nőket a falvakból, és lassan, de könyörtelenül elpusztítsák a településeket a férfiakkal együtt. Számukra ez nem perverzitás, hanem forradalom. Candide visszatér a faluba, és úgy dönt, hogy együtt él a falusiakkal és mindenáron megvédi őket.

## Szereplők

### Nyugtalanság
- Leonyid Andrejevics Gorbovszkij, űrutazó
- Athosz-Szidorov, tudós
- Paul Gnyadih, a Bázis igazgatója
- Tojvo Turnyen
- Rita Szergejevna
- Alik Kutnov, mérnök-sofőr
- Pöröly, Füles, Csikasz, Kacskalábú, öreg, sztaroszta, Sértődős-Mártír: falubeliek
- Nava, Athosz (Kuka) felesége

### Csiga a meredélyen
- Bors, nyelvész bölcsész, állományon kívüli munkatárs
- Candide, eltűnt tudós
- Nagyokos, a Mérnöki Behatoló Csoport vezetője
- Dzsóker, sofőr
- Kim, a Tudományos Védelmi Csoport főnöke
- Proconsul, filozófus
- Sztojan Sztojanov, biológus
- Rita, Quentin, Alevtyina, Beatrics Bach, gondnok, menedzser, szerelő-pincér: további munkatársak
- Nava, Candide (Kuka) felesége
- Karl Etinhof, Valentyin: eltűnt kutatók
- Pöröly, Füles, Csikasz, Púpos, Kacskalábú, Szószátyár, Kopasz testvérek, öreg, sztaroszta, Sértődős-Mártír: falubeliek

## Megjelenések

### Magyarul
- Erdei kanyarulatnál, horhos mélyiben, avagy csigák a lejtőn (Metagalaktika 6., 238–373. oldal, 1983, fordította: Földeák Iván)[4]
- Nyugtalanság (Metropolis Media, 2011, fordította: Földeák Iván, Weisz Györgyi; Galaktika Fantasztikus Könyvek) ISBN 9786155158056
- Nyugtalanság Metropolis Media, 2015, fordította: Földeák Iván, Weisz Györgyi; E-könyv) ISBN 9786155158667